# Konrad Duden

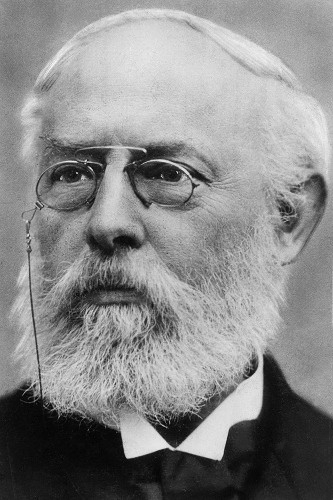
Konrad Duden, 1880er Jahre

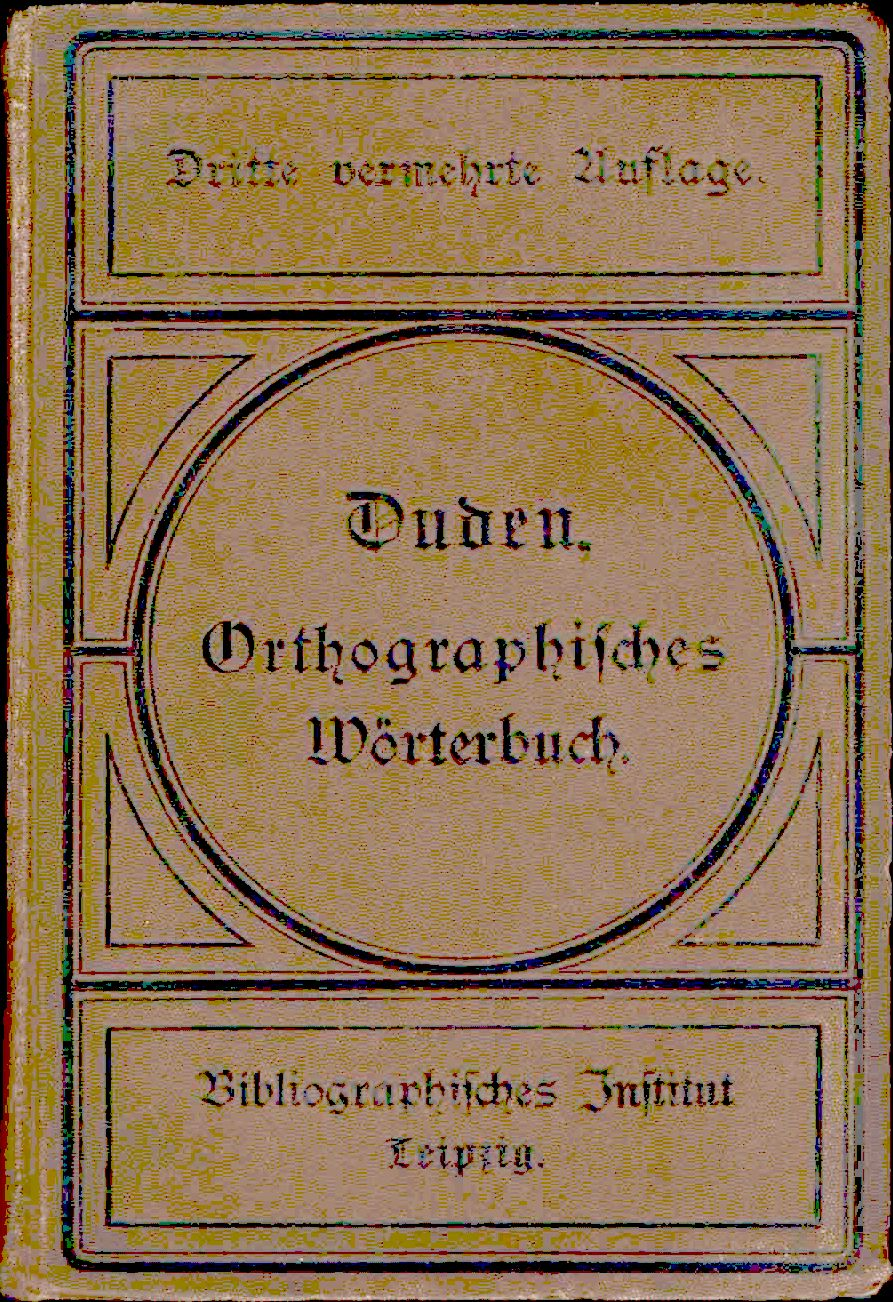
Die 3. Auflage des Duden 1887

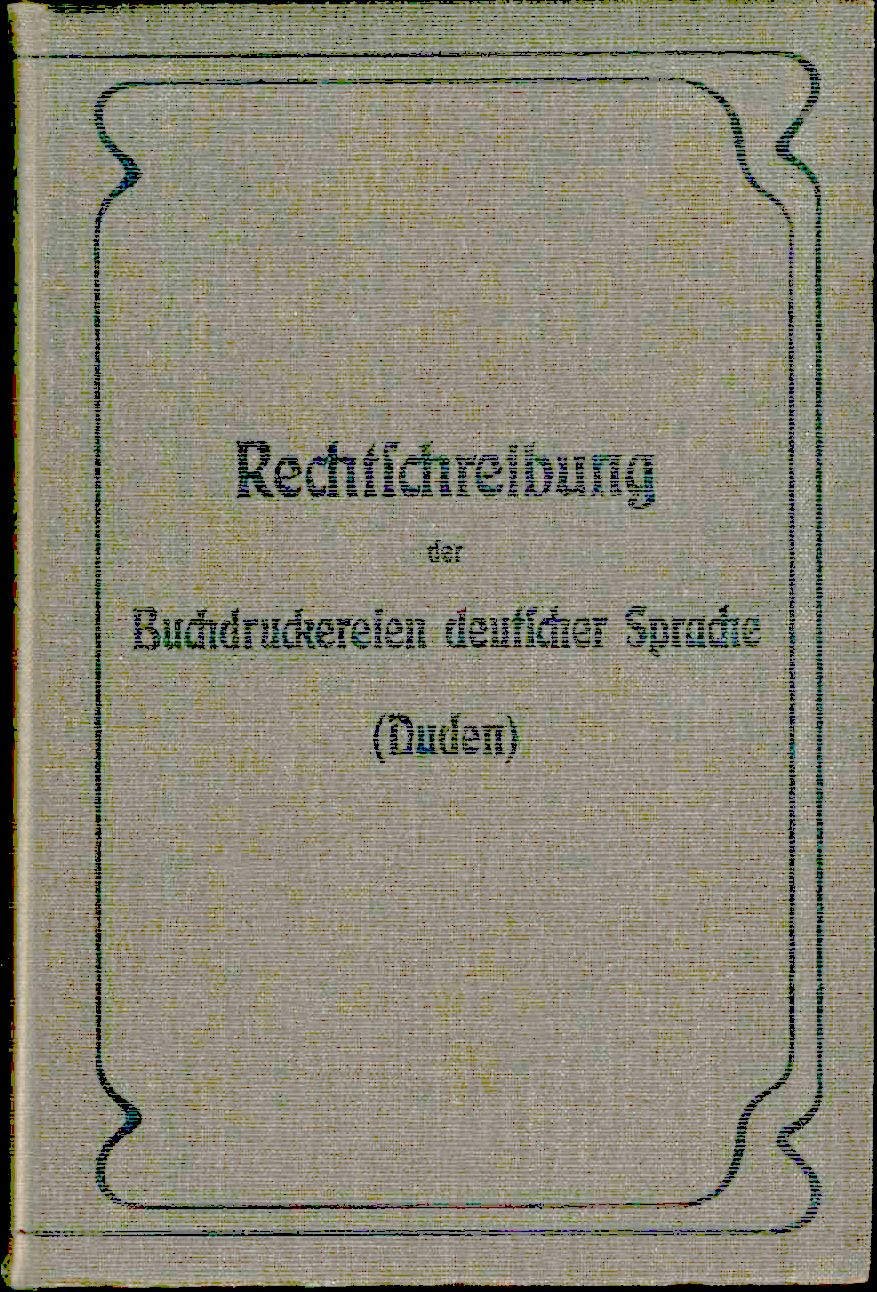
Der „Buchdruckerduden“ 1903

Konrad Alexander Friedrich Duden (* 3. Januar 1829 in Lackhausen, einem heutigen Ortsteil von Wesel; † 1. August 1911 in Sonnenberg, einem heutigen Stadtteil von Wiesbaden) war ein preußisch-deutscher Gymnasiallehrer und trat als Philologe und Lexikograf hervor. Konrad Duden schuf das nach ihm benannte Rechtschreibwörterbuch der deutschen Sprache, den Duden, und beeinflusste damit Ende des 19. Jahrhunderts maßgeblich die Entwicklung einer einheitlichen Rechtschreibung im deutschen Sprachraum.

## Leben
Konrad Duden wurde als zweiter Sohn des Gutsbesitzers (Gut Bossigt), Branntweinbrenners und Eisenbahnbeamten Johann Konrad Duden (1802–1885) und dessen Frau Juliane Charlotte geb. Monjé (1810–1883) geboren. Duden wurde am 21. Januar 1829 in der evangelischen Mathenakirche in Wesel getauft und verbrachte seine ersten Lebensjahre in seinem Geburtsort Lackhausen. 1833 zog seine Familie mit ihm in die Altstadt von Wesel. Nach seinem Abitur 1846 an der Vereinigten höheren Bürgerschule und Gelehrtenschule in Wesel studierte Konrad Duden vier Semester Geschichte, Germanistik und klassische Philologie an der Rheinischen Friedrich-Wilhelms-Universität Bonn. Dort trat er der Studentenverbindung Bonner Wingolf bei.
Nach vier Semestern brach er das Studium – vermutlich aus finanziellen Gründen – ab und nahm 1848 eine Stelle als Hauslehrer in Frankfurt am Main an, um seinen Lebensunterhalt zu finanzieren. Er war von 1848 bis 1854 Hauslehrer bei der Familie des Senators Eduard Franz Souchay. In dieser Zeit unternahm er ausgedehnte Studienreisen in das Vereinigte Königreich und in die französische Schweiz.
1854 holte er mit besonderer Genehmigung, die ihn aufgrund seiner Hauslehrertätigkeit vom weiteren Studium befreit hatte, das Staatsexamen an der Universität Bonn nach und erlangte die Lehrbefähigung für die Fächer Latein, Altgriechisch, Französisch und Deutsch. Im gleichen Jahr wurde Konrad Duden in absentia an der philosophischen Fakultät der Universität Marburg mit der Dissertation De Sophoclis Antigona promoviert. Die Referendarzeit am Archigymnasium in Soest brach er 1854 ab und nahm eine Hauslehrerstelle in Genua (Italien) an; von dort hatte er bereits sein Promotionsverfahren in Marburg betrieben. 1859 nach Deutschland zurückgekehrt, arbeitete er als Lehrer und im beruflichen Aufstieg als Direktor (Prorektor) am Soester Archigymnasium.
Im Jahre 1861 heiratete Duden in Messina Adeline Jakob (1841–1924), die er dort 1854 als Tochter des deutschen Konsuls kennengelernt hatte. Aus dieser Ehe gingen sechs Kinder hervor, die das Säuglingsalter überlebten, darunter der bedeutende Chemiker Paul Duden (1868–1954). Zu seinen Enkeln zählten der Mannheimer Wirtschaftsjurist und Rechtslehrer Konrad Duden (1907–1979) und Lilo Milchsack (1905–1992), eine der Gründerinnen der Deutsch-Britischen Gesellschaft.
1869 wurde er als Gymnasialdirektor nach Schleiz (Fürstentum Reuß jüngerer Linie) berufen, wo er die Regeln für das spätere Wörterbuch erarbeitete, weil in Schleiz ostfränkische, thüringische und sächsische Dialekte zusammentrafen und die Beurteilung der Orthographie eines Schülers davon abhing, in welcher Sprachtradition der jeweilige Lehrer aufgewachsen war. Durch sein Standardwerk hatte Duden insbesondere bildungsfernen Schichten das Lesen und Schreiben erleichtern wollen.
Von 1876 bis 1905 war er Direktor des Königlichen Gymnasiums in Hersfeld. Hier veröffentlichte er 1880 sein Vollständiges Orthographisches Wörterbuch der deutschen Sprache; es gilt als sein Hauptwerk. 1905 trat er in den Ruhestand und nahm seinen Alterswohnsitz in Sonnenberg bei Wiesbaden (preußische Provinz Hessen-Nassau). Er starb dort im August 1911 und wurde wunschgemäß im Familiengrab in Bad Hersfeld beigesetzt.

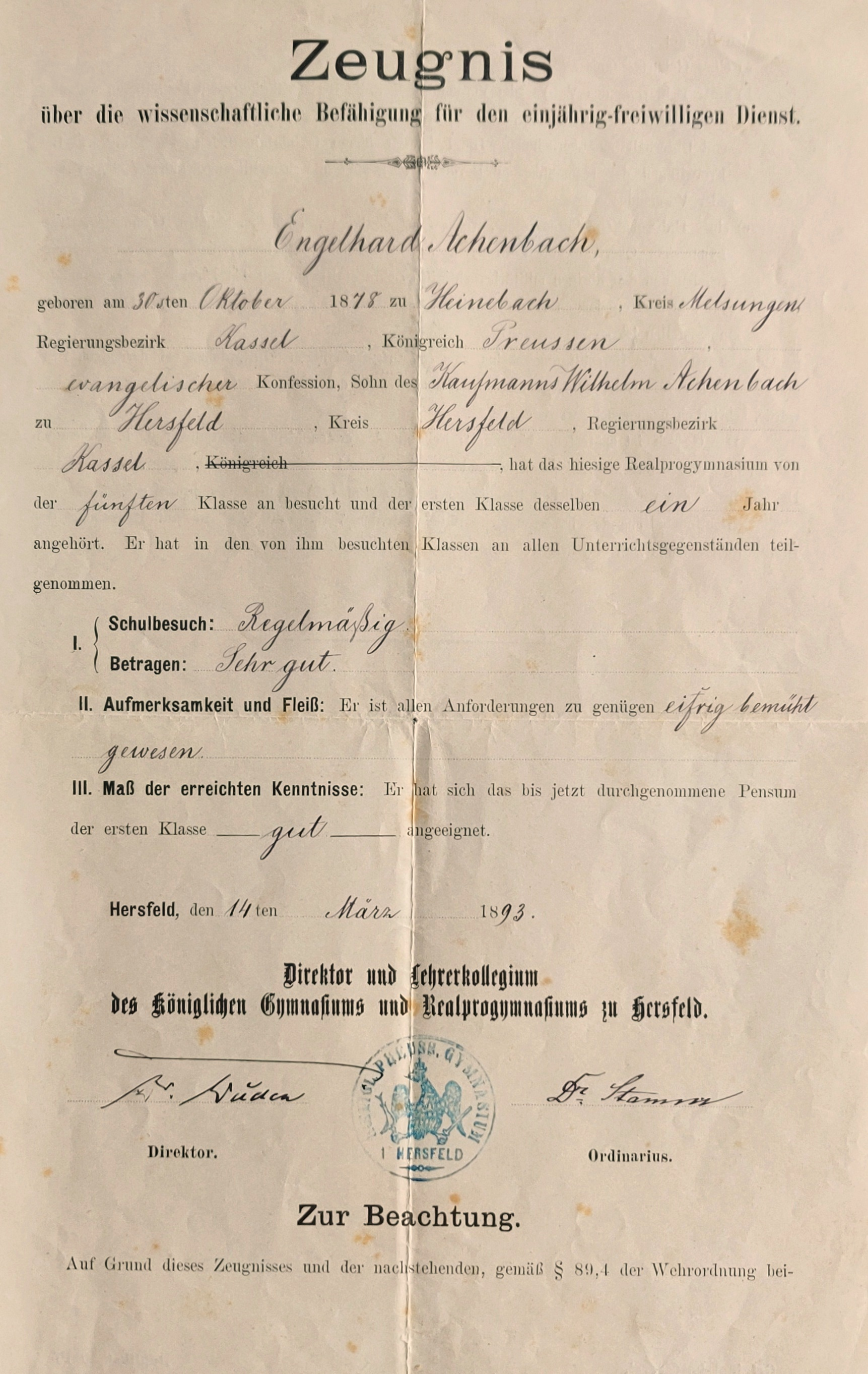
Zeugnis Mittlerer Schulabschluss 1893, Unterschrift Direktor Konrad Duden

## Bedeutung
Duden setzte sich sein Leben lang für die Vereinheitlichung der deutschen Rechtschreibung ein. Im Jahre 1871 veröffentlichte er erstmals in den Jahresberichten des Schleizer Gymnasiums Rechtschreibregeln mit kurzen Erläuterungen unter dem Titel Zur deutschen Rechtschreibung. Er folgte dabei dem phonetischen Prinzip „Schreibe, wie Du sprichst“. Diese Schrift, zum Gebrauch in seinem Gymnasium bestimmt, war bald in Fachkreisen sehr bekannt und erschien im Folgejahr im B. G. Teubner Verlag in Leipzig mit dem Titel Die deutsche Rechtschreibung; dem Werk war bereits ein Wörterverzeichnis beigegeben. Dieser später sogenannte „Schleizer Duden“ beeinflusste die Debatte um die Rechtschreibung in Deutschland maßgeblich und wurde zur Vorlage der folgenden orthographischen Wörterbücher.
Duden wurde auch 1876 zur ersten Konferenz zur „Herstellung größerer Einigung in der deutschen Rechtschreibung“ eingeladen, die jedoch am Einspruch des Reichskanzlers Otto von Bismarck scheiterte.
Das am 7. Juli 1880 im Verlag Bibliographisches Institut erschienene Werk Vollständiges Orthographisches Wörterbuch der deutschen Sprache gilt als der „Urduden“ und enthält 27.000 Stichwörter auf 187 Seiten. Bismarck verbot per Erlass, die in den preußischen Schulen gelehrte Orthographie in der Verwaltung anzuwenden. Erst 1901 beschlossen Vertreter der deutschen Bundesstaaten und Österreich-Ungarns auf einer Konferenz in Berlin eine einheitliche deutsche Rechtschreibung auf der Grundlage von Dudens Wörterbuch. 1902 beschloss der deutsche Bundesrat Dudens Regeln für die deutsche Rechtschreibung nebst Wörterverzeichnis für alle Bundesstaaten des Deutschen Reiches als verbindlich; Österreich-Ungarn und die Schweiz schlossen sich an. 1956 wurde Dudens 14. Auflage Regeln für die deutsche Rechtschreibung nebst Wörterverzeichnis unter Leitung von Paul Grebe zum amtlichen Rechtschreibwörterbuch erhoben. Entsprechend wurde „Schlag im Duden nach!“ ein geflügeltes Wort bei Unsicherheiten in der deutschen Rechtschreibung. Erwähnenswert bleibt auch Dudens unermüdliche schriftliche Beratung der Benutzer seines Werkes; sie wirkt in der von Otto Basler gegründeten „Sprachberatungsstelle“ beim Bibliographischen Institut fort. Der Duden in seiner aktuell 27. Auflage (2017) enthält ca. 145.000 Stichwörter.
Nach Duden sind sowohl der Konrad-Duden-Preis für Germanisten als auch der Konrad-Duden-Journalistenpreis sowie mehrere  Konrad-Duden-Schulen benannt.

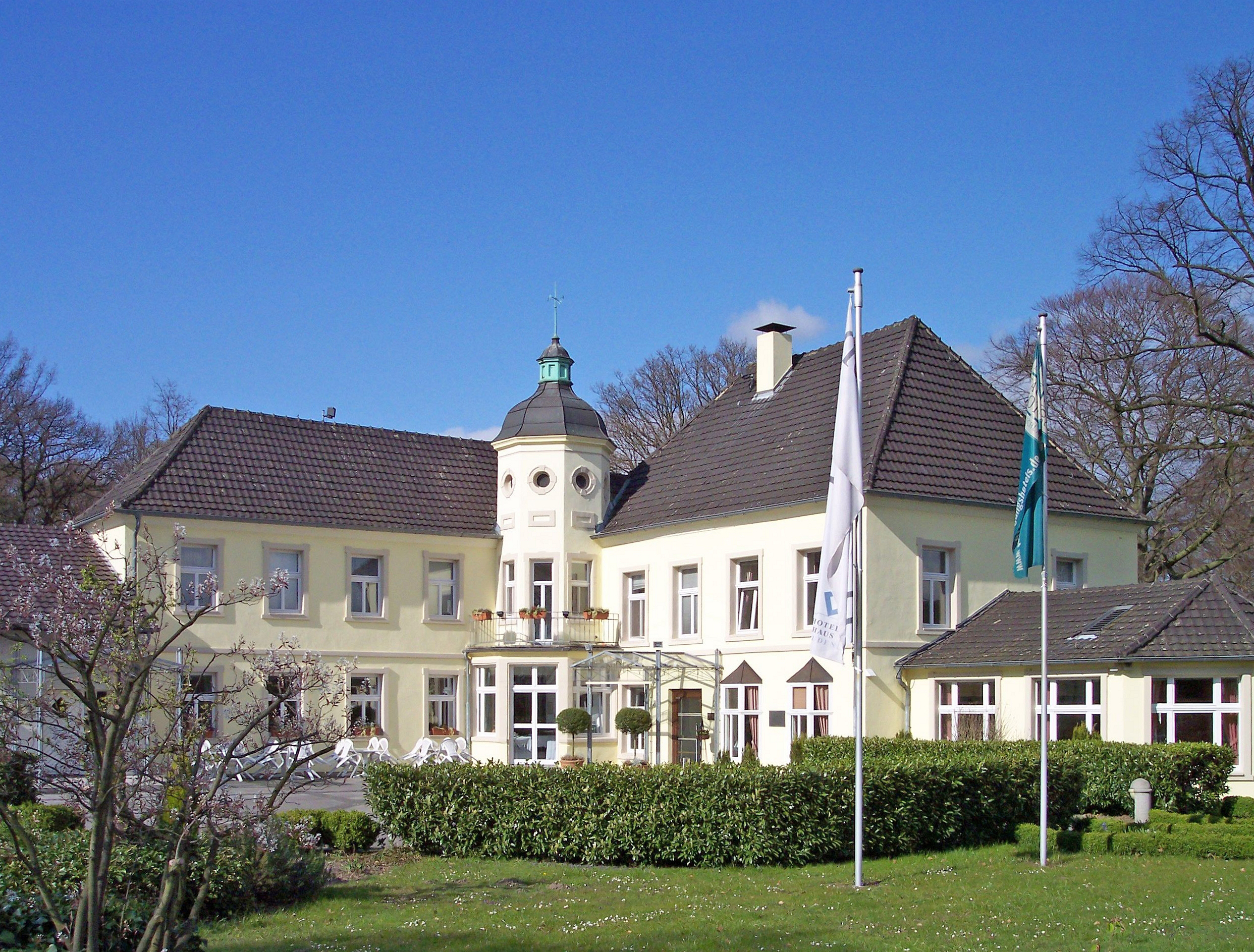
Gut Bossigt in Wesel, Geburtsort Dudens
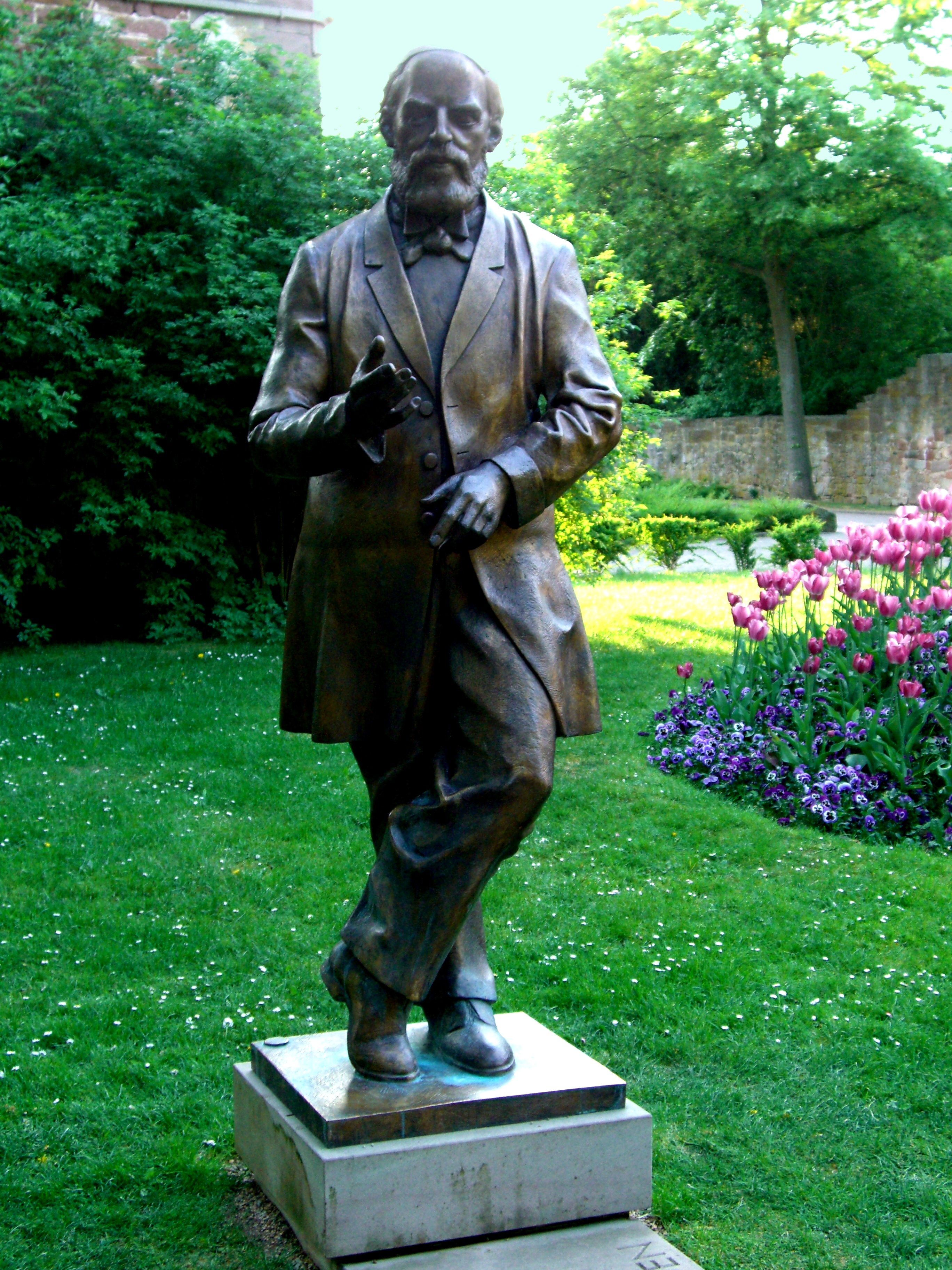
Konrad-Duden-Denkmal im Stiftsbezirk Bad Hersfeld
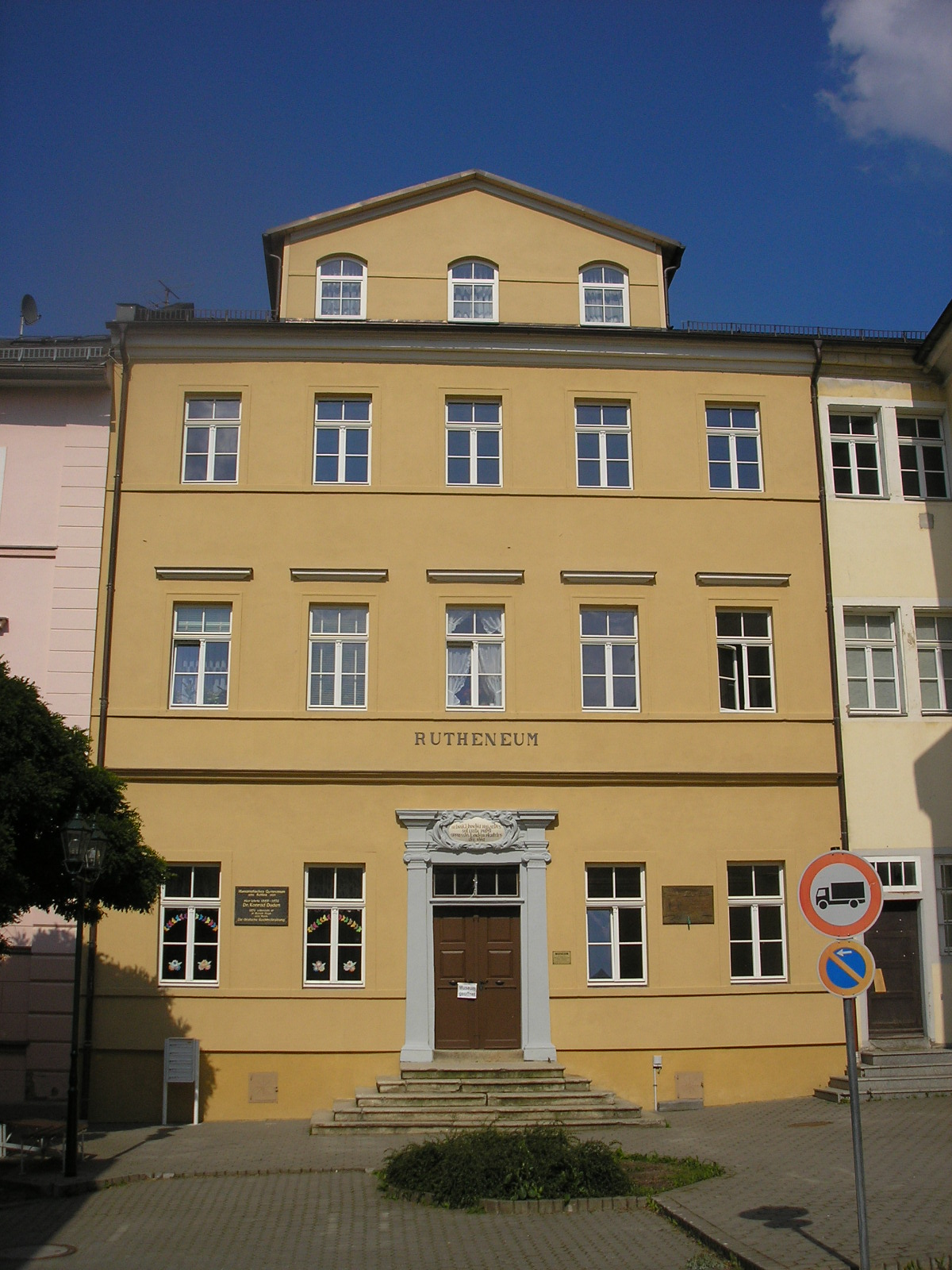
Duden-Museum im Rutheneum Schleiz
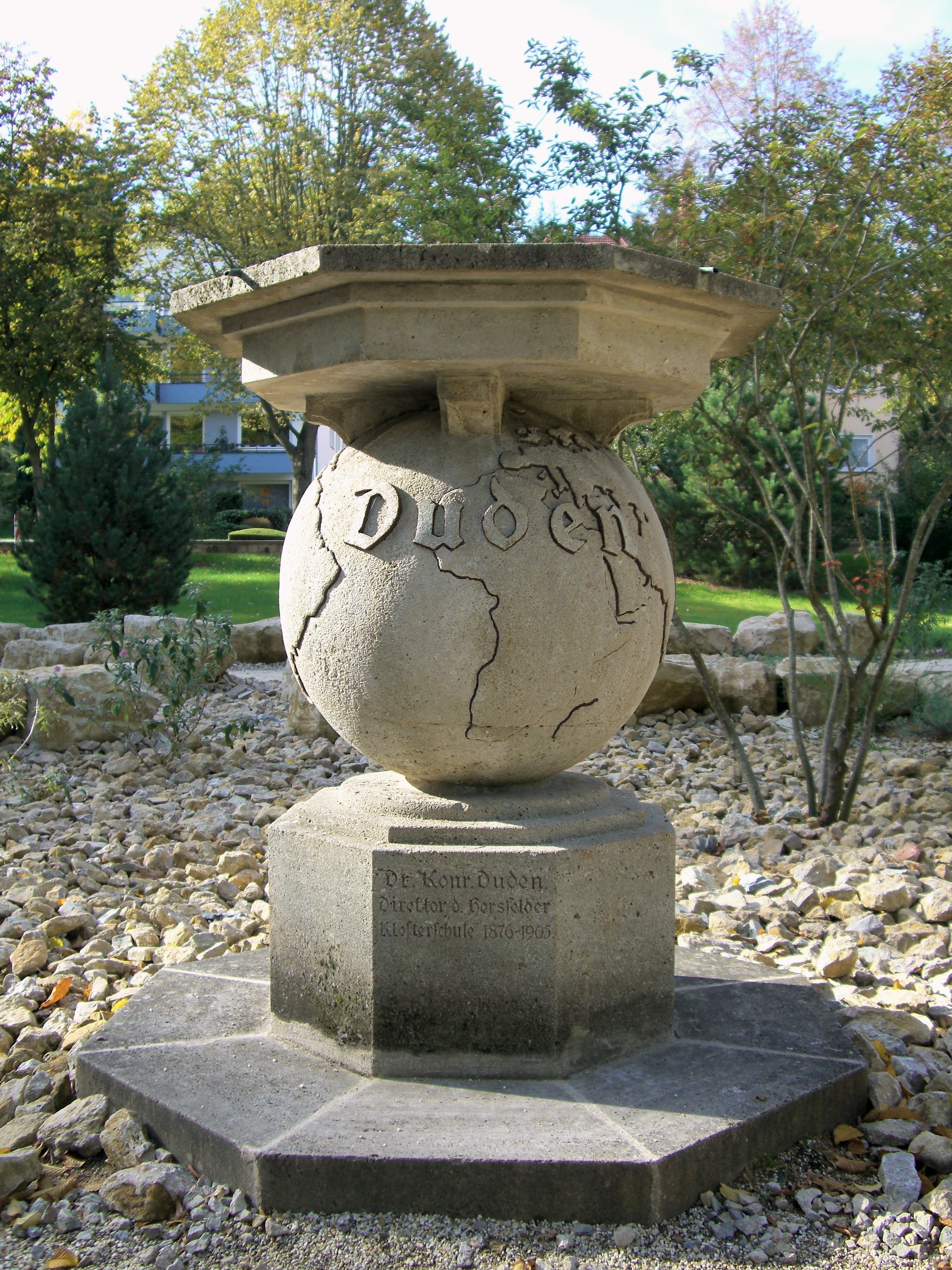
Denkmal im Kurpark Bad Hersfeld
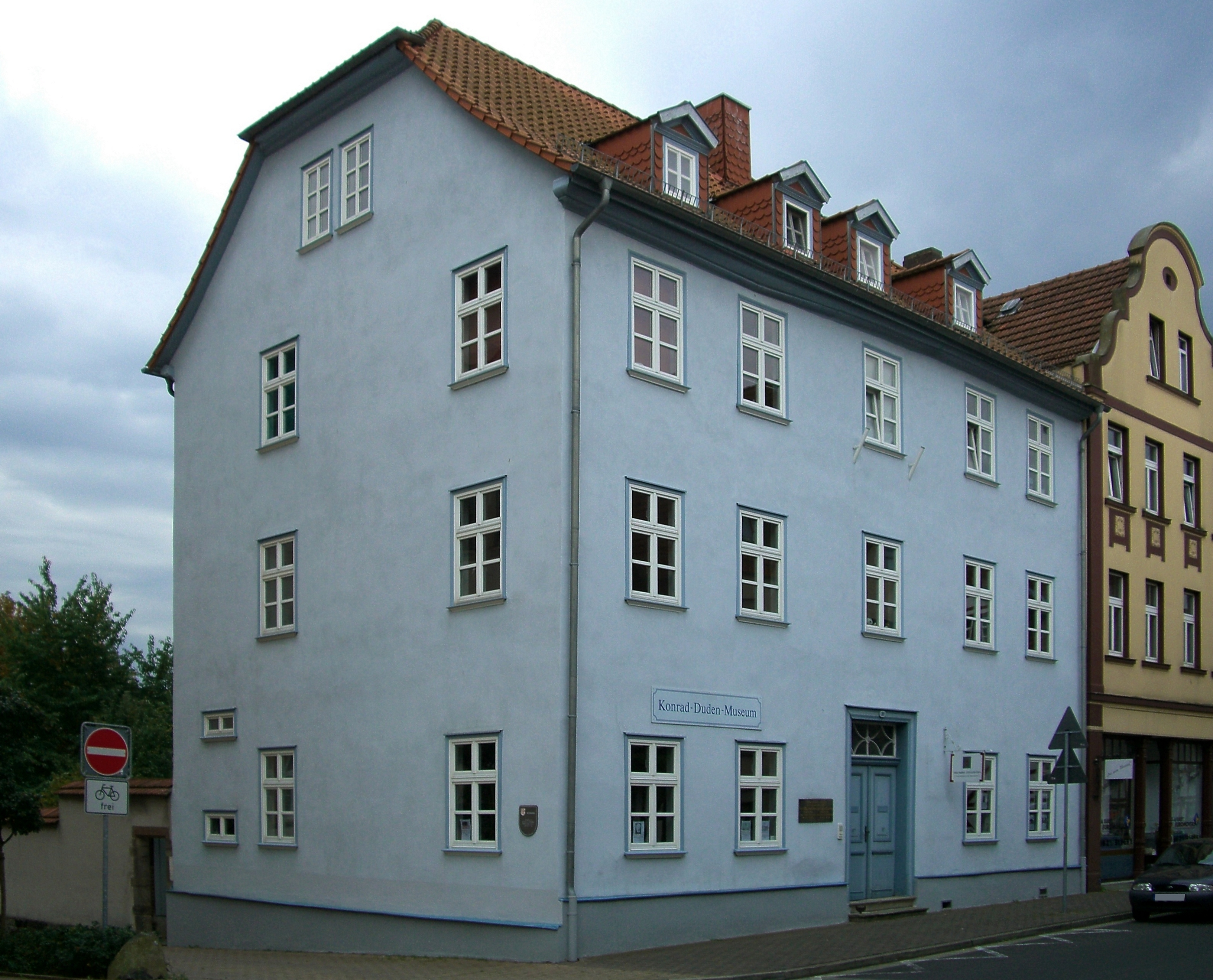
Dudenhaus Bad Hersfeld, wo Duden von 1876 bis 1905 wohnte
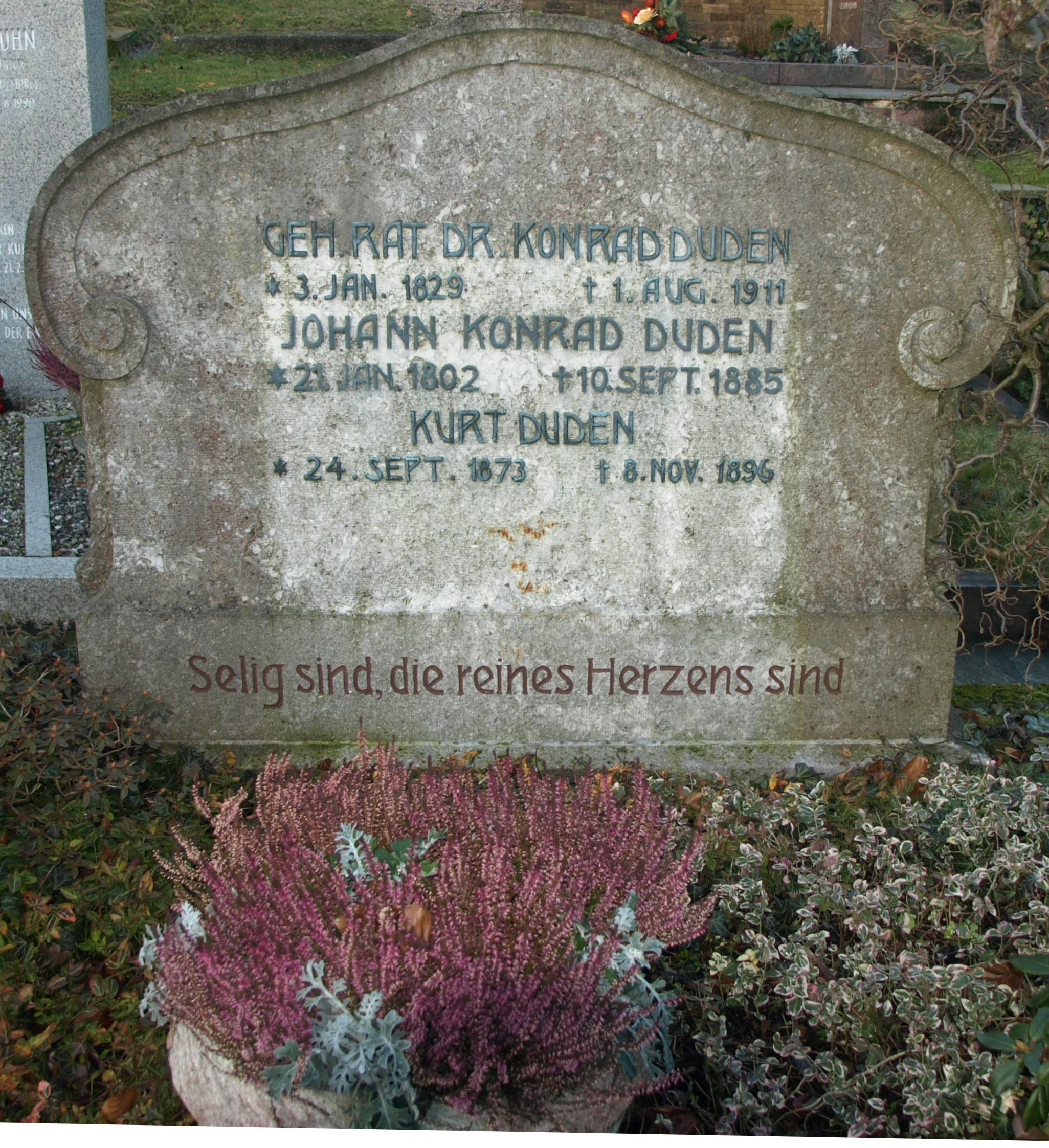
Grabstein von Konrad Duden
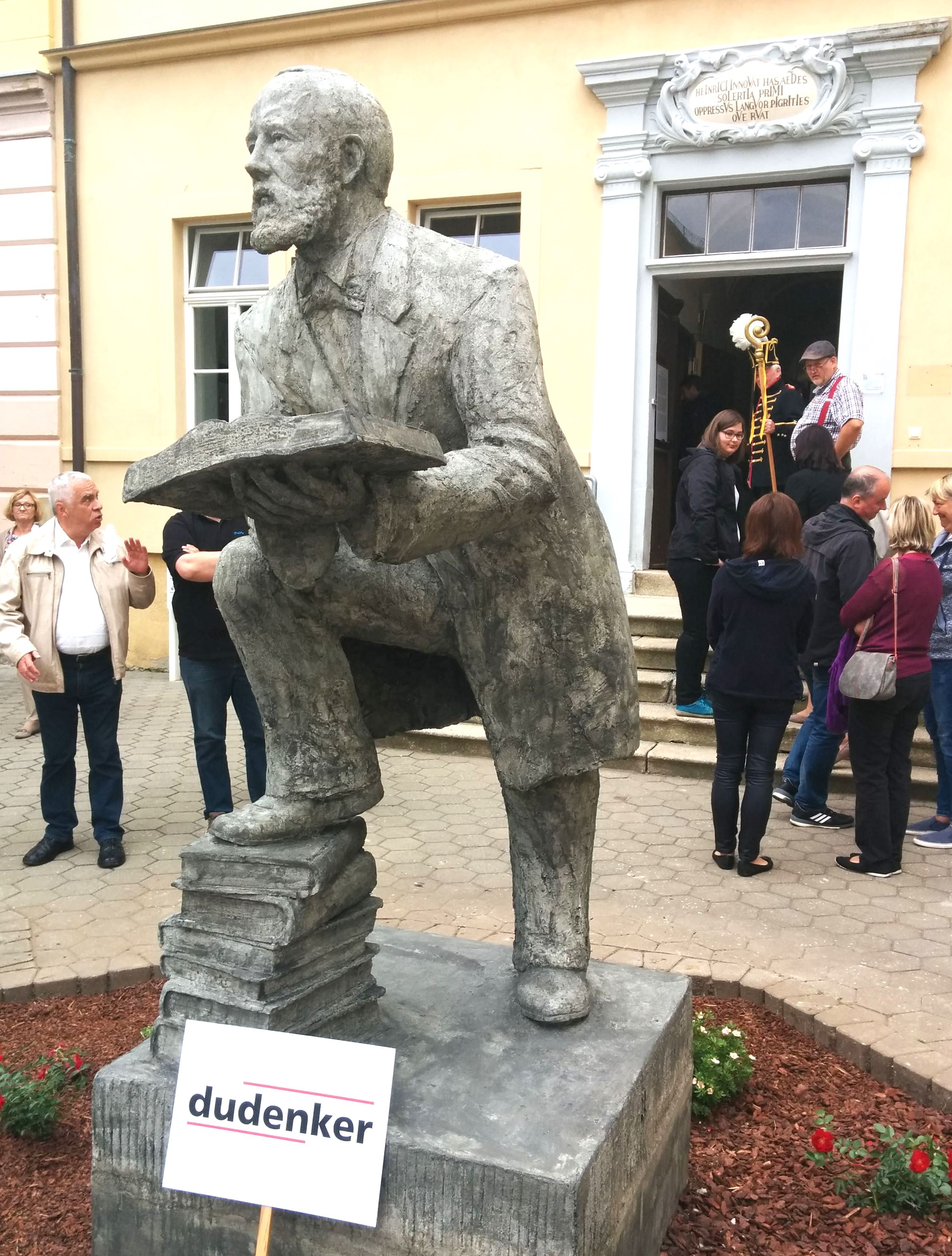
Konrad-Duden-Denkmal von Zhi Li vor dem Rutheneum (Museum) in Schleiz
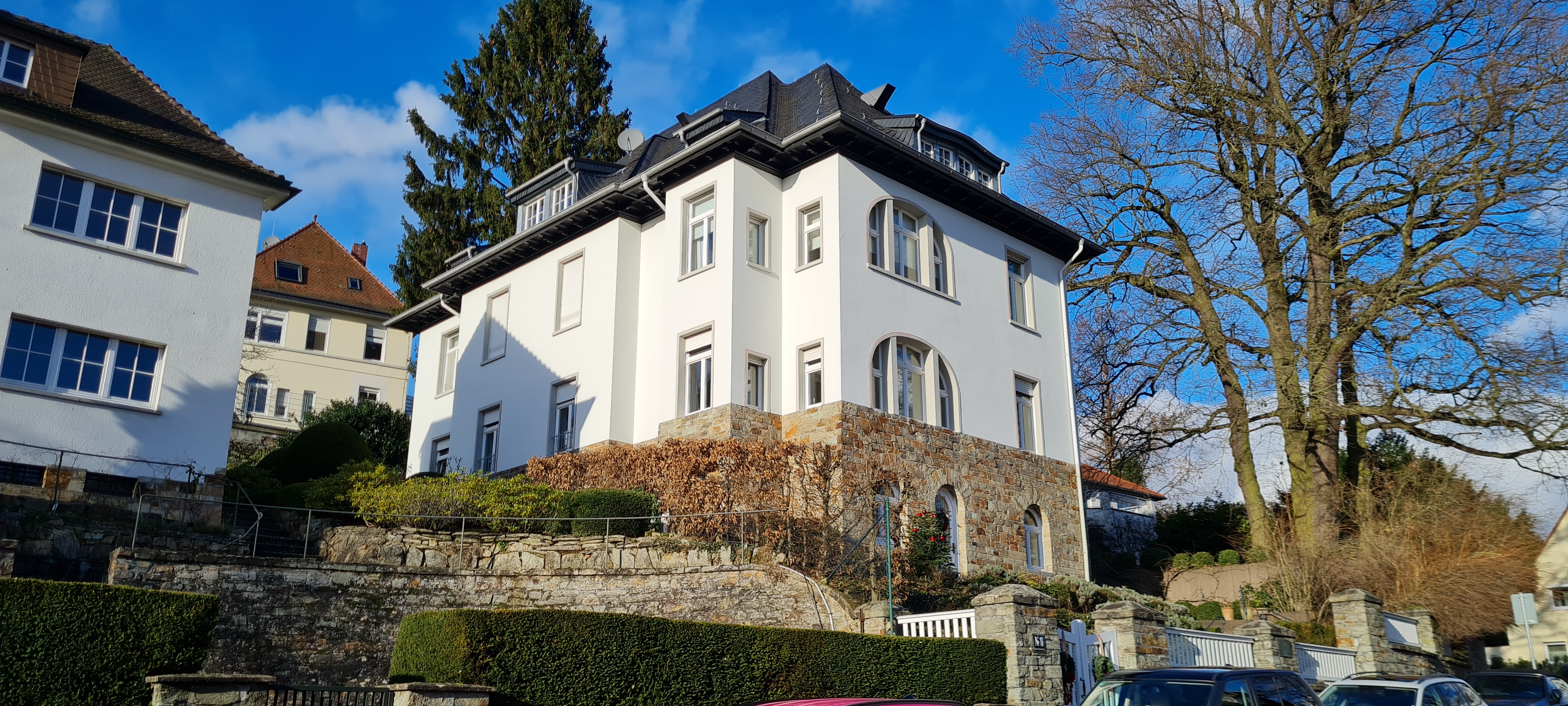
Wohnhaus von Konrad Duden in Wiesbaden-Sonnenberg
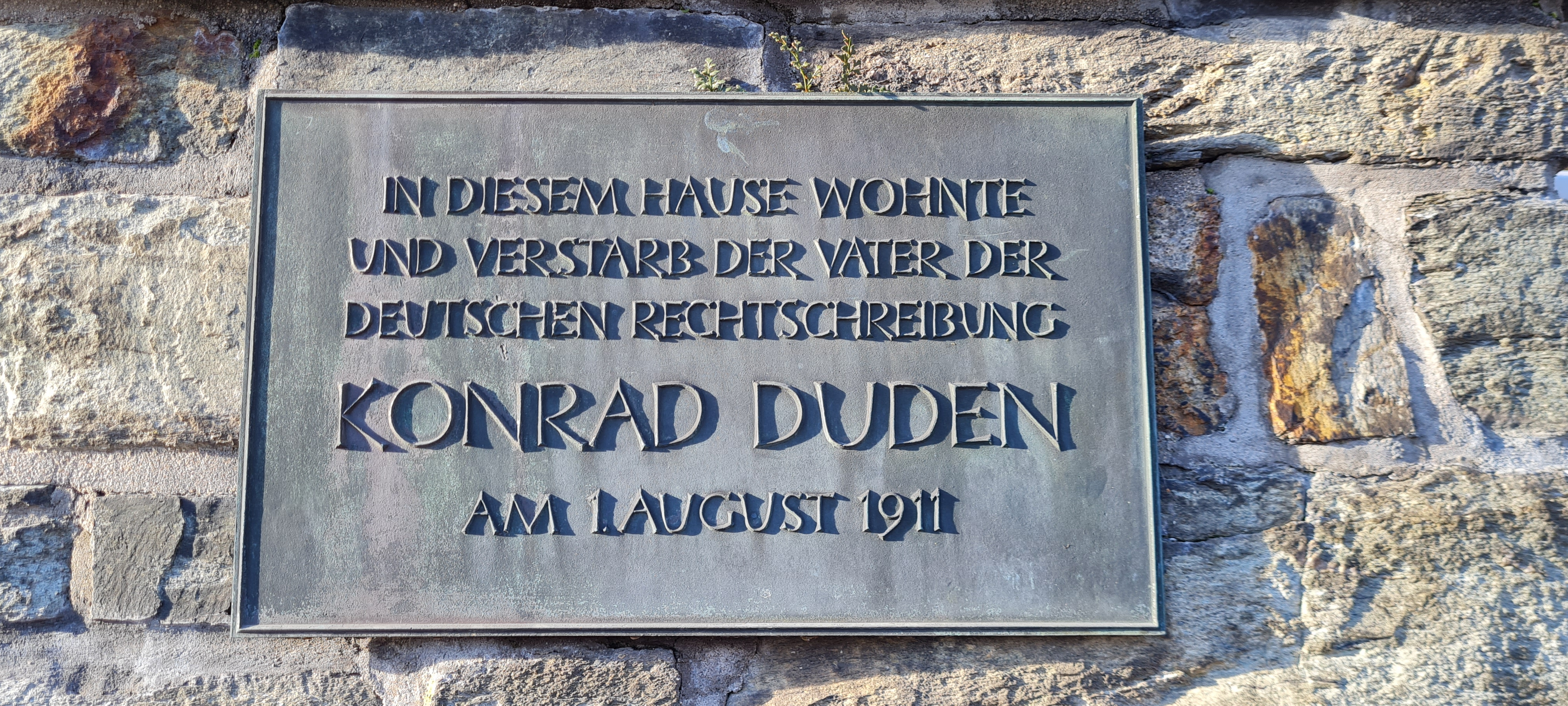
Gedenktafel am Wohnhaus von Konrad Duden in Wiesbaden-Sonnenberg

## Werke
- Die deutsche Rechtschreibung. Abhandlung, Regeln und Wörterverzeichniß mit etymologischen Angaben. Für die oberen Klassen höherer Lehranstalten und zur Selbstbelehrung für Gebildete. B. G. Teubner Verlag, Leipzig 1872 (sogenannter Schleizer Duden).
- Anleitung zur Rechtschreibung. 2. Auflage 1878.
- Vollständiges Orthographisches Wörterbuch der deutschen Sprache, nach den neuen preußischen und bayerischen Regeln. Verlag des Bibliographischen Instituts, Leipzig 1880. Faksimile: Bibliographisches Institut, Mannheim 1980.
- Orthographischer Wegweiser für das praktische Leben. Verzeichnis sämtlicher deutschen und der meisten Fremdwörter, zahlreicher Eigennamen aus der Geographie und Geschichte, sowie vieler Personennamen der Gegenwart, in einheitlicher Schreibung. Verlag des Bibliographischen Instituts, Leipzig 1881.
- Vollständiges Orthographisches Wörterbuch für die Schule. Nach den amtlichen Regeln der neuen Orthographie. Verlag des Bibliographischen Instituts, Leipzig 1882.
- Etymologie der neuhochdeutschen Sprache. 1893.
- Orthographisches Wörterverzeichnis. Reihe Meyers Volksbücher. Bibliographisches Institut, Leipzig und Wien o. J. [1902].
- Rechtschreibung der Buchdruckereien deutscher Sprache. Leipzig / Wien 1903 (auch bekannt als „Buchdruckerduden“).

## Belege
1. ↑  Duden, Konrad. Hessische Biografie. (Stand: 15. Januar 2018). In: Landesgeschichtliches Informationssystem Hessen (LAGIS).
2. ↑  Stationen im Leben von Konrad Duden (kdg-wesel.de)
3. ↑  Konrad Duden (1829–1911), Sprachwissenschaftler auf lvr.de, Portal rheinische Geschichte, abgerufen am 21. Juni 2015
4. ↑  Personaldaten von Lehrern und Lehrerinnen Preußens, Personalblatt Konrad Duden. In: Archivdatenbank der BBF | Bibliothek für Bildungsgeschichtliche Forschung des DIPF | Leibniz-Institut für Bildungsforschung und Bildungsinformation. Gutachterstelle für deutsches Schul- und Studienwesen im Berliner Institut für Lehrerfort- und -weiterbildung und Schulentwicklung (BIL), abgerufen am 29. Dezember 2018.
5. ↑  Deutsche Biographie: Duden, Konrad – Deutsche Biographie. Abgerufen am 15. Januar 2018.
6. ↑  friedhoefe-wiesbaden.de Seine Frau Adeline und zwei Töchter wurden auf dem Sonnenberger Friedhof bestattet.
7. ↑  Stefan Alles: Eintrag Duden, Konrad. Hessische Biografie (Stand: 13. Februar 2015). In: Landesgeschichtliches Informationssystem Hessen (LAGIS). Hessisches Institut für Landesgeschichte, abgerufen am 13. Januar 2016.
8. ↑  Der Urduden, Website des Verlags Bibliographisches Institut, 2013, abgerufen am 27. Dezember 2014.
9. ↑  Basler, Otto: "Duden, Konrad". In: Neue Deutsche Biographie 4. Band 1959: Dittel – Falck. Historische Kommission bei der Bayerischen Akademie der Wissenschaften, Bayerischen Staatsbibliothek, 1959, abgerufen am 10. Juni 2023.
10. ↑  Sprachberatungsstelle Über die Duden-Sprachberatung, auf duden.de

| Personendaten    | Personendaten                                                                    |
| ---------------- | -------------------------------------------------------------------------------- |
| NAME             | Duden, Konrad                                                                    |
| ALTERNATIVNAMEN  | Duden, Konrad Alexander Friedrich                                                |
| KURZBESCHREIBUNG | deutscher Philologe und Herausgeber des ersten deutschen Rechtschreibwörterbuchs |
| GEBURTSDATUM     | 3. Januar 1829                                                                   |
| GEBURTSORT       | Lackhausen bei Wesel                                                             |
| STERBEDATUM      | 1. August 1911                                                                   |
| STERBEORT        | Sonnenberg bei Wiesbaden                                                         |